# Meredeth Quick
Meredeth Quick (* 11. Mai 1979 in Denver) ist eine ehemalige US-amerikanische Squashspielerin.

## Karriere
Meredeth Quick spielte von 2002 bis 2006 auf der WSA World Tour. Ihre beste Platzierung in der Weltrangliste erreichte sie mit Rang 37 im Dezember 2003. Mit der US-amerikanischen Nationalmannschaft nahm sie 2002, 2004 und 2006 an der Weltmeisterschaft teil. Zudem vertrat sie die Vereinigten Staaten bei den Panamerikaspielen 2003 und den Weltmeisterschaften im Doppel und Mixed 2006. Sie sicherte sich bei den Panamerikaspielen mit der Mannschaft die Goldmedaille. Bei Panamerikameisterschaften wurde sie 2004 hinter Samantha Terán Zweite. Zwischen 2002 und 2005 wurde sie dreimal hinter Latasha Khan Zweite bei den US-amerikanischen Landesmeisterschaften.
Ihr älterer Bruder Preston Quick war ebenfalls Squashspieler. Quick schloss 2001 ein Bachelorstudium an der Princeton University ab, für die sie auch im College Squash aktiv war. Sie arbeitet heute als Lehrerin und Squashtrainerin.

## Erfolge
- Vize-Panamerikameister: 2004
- Panamerikanische Spiele: 1 × Gold (Mannschaft 2003)
- US-amerikanischer Vizemeister: 2002, 2004, 2005